# 白沙镇 (南川区)
白沙镇，是中华人民共和国重庆市南川区下辖的一个乡镇级行政单位。

## 行政区划
白沙镇下辖以下地区：
井泉村、分水村、红庙村、大竹村、千里村、黄阳村和顺竹村。